# Municipio de Campbell (condado de Jennings)
El municipio de Campbell (en inglés: Campbell Township) es un municipio ubicado en el condado de Jennings en el estado estadounidense de Indiana. En el año 2010 tenía una población de 1191 habitantes y una densidad poblacional de 14,22 personas por km².

## Geografía
El municipio de Campbell se encuentra ubicado en las coordenadas 39°2′16″N 85°29′36″O / 39.03778, -85.49333. Según la Oficina del Censo de los Estados Unidos, el municipio tiene una superficie total de 83.78 km², de la cual 83,04 km² corresponden a tierra firme y (0,88 %) 0,74 km² es agua.

## Demografía
Según el censo de 2010, había 1191 personas residiendo en el municipio de Campbell. La densidad de población era de 14,22 hab./km². De los 1191 habitantes, el municipio de Campbell estaba compuesto por el 97,06 % blancos, el 0,67 % eran afroamericanos, el 0,08 % eran amerindios, el 0,25 % eran asiáticos, el 0,67 % eran de otras razas y el 1,26 % eran de una mezcla de razas. Del total de la población el 2,1 % eran hispanos o latinos de cualquier raza.